# Schistophyllum metzgeria
Schistophyllum metzgeria là một loài Rêu trong họ Fissidentaceae. Loài này được (Müll. Hal.) Lindb. mô tả khoa học đầu tiên năm 1878.